# Шенберг Сергій Павлович
Сергій Павлович Шенберг (28 серпня 1874, Київ — 27 вересня 1936, Москва) — вчений-гідравлік, професор, доктор технічних наук, дворянин.

## Біографія
Народився 28 серпня 1874 року в Києві. Закінчив Київський університет і механічний факультет Київського політехнічного інституту (1903), вдосконалювався в Берліні, Цюриху. З початку утворення і до кінця життя завідував кафедрою гідравліки у КПІ. Був членом гідрологічної секції постійної комісії для виучування природних багатств України при ВУАН.

Могила Сергія Шенберга

Помер 27 вересня 1936 року в Москві після операції. Кремований. Похований в Києві на Лук'янівському цвинтарі (ділянка № 21, ряд 1, місце 3). Надгробок — висока циліндрична колона з чорного граніту встановлена на чотиригранному постаменті. Пам'ятник взято зі знесених на Аскольдовій могилі.

## Родина
Його племінник — Олександр Шенберг — режисер і артист МХАТу.